# Rocznik dominikański
Rocznik dominikański (Rocznik Krasińskich) – polski średniowieczny rocznik z XIV wieku.
Rocznik dominikański stanowi kompilację powstałą prawdopodobnie w XIV w. (chociaż nie jest wykluczony XIII wiek). Rocznik znany jest z kopii z XVI wieku wpisanej na marginesie rękopisu zawierającego Rocznik świętokrzyski nowy. Rękopis znajdował się w Bibliotece Krasińskich (stąd jego alternatywna nazwa 
Rocznik Krasińskich), w której spłonął w 1944.
Rocznik zawiera niewiele oryginalnych wiadomości, podaje głównie informacje znane z innych źródeł, jak kompilacje, Rocznik kapituły krakowskiej, katalog biskupów krakowskich, Żywot mniejszy św. Stanisława, aczkolwiek ze źródeł korzysta powierzchownie i niedokładnie. Rocznik rozpoczyna się od chrztu Mieszka I, zaś ostatnia notatka dotyczy roku 1341. Twórcą rocznika był dominikanin, najprawdopodobniej związany z Krakowem.